# Yoshida Kenkō
Yoshida Kenkō (Japanska: 吉田兼好; 1283?–1352?) var en japansk författare och buddhistisk munk. Hans mest kända verk är Tsurezuregusa ("Essäer om sysslolöshet"), ett av de mest studerade verken i japansk litteratur. Kenko skrev under Muromachi- och Kamakuraperioderna. 

## Eftermäle
Nedslagskratern Kenkō på planeten Merkurius är uppkallad efter honom.